# Portrait d'une jeune femme
Pour les articles homonymes, voir Portrait d'une jeune femme (homonymie).
Portrait d’une jeune femme est une peinture de l'artiste néerlandais Johannes Vermeer réalisée entre 1665 et 1667. Elle est conservée au Metropolitan Museum of Art de New York.
En raison de sa taille quasi identique et de la proximité de la composition, ce tableau est souvent considéré comme étant une variante d'un précédent tableau de Vermeer, La Jeune Fille à la perle. Les sujets des deux tableaux ont des boucles d'oreilles en perles, un foulard et sont présentés devant un fond uni noir.

## Appartenances
Cette peinture a appartenu à Pieter Claesz van Ruijven de Delft avant 1674 puis à sa famille proche jusque 1695. Il a certainement appartenu au Dr. Luchtmans qui le vend à Rotterdam en avril 1816. Le Prince Auguste Marie Raymond d'Arenberg possède la peinture en 1829 et la conserve au sein de sa famille. En 1951, le tableau est vendu par la société Jacques Seligmann & Company.